# Max Leeflang
Max Leeflang (Zwolle, 5 juli 2000) is een Nederlands voetballer die als middenvelder voor VV Sparta Nijkerk speelt.

## Carrière
Max Leeflang speelde in de jeugd van VV Berkum en PEC Zwolle. In de winterstop van het seizoen 2018/19 vertrok hij bij PEC Zwolle en keerde hij terug bij VV Berkum. Na een half jaar vertrok hij naar Go Ahead Eagles, waar hij bij het onder-21-elftal speelt. Hij debuteerde in het eerste elftal van Go Ahead Eagles op 5 januari 2021, in de met 2-3 gewonnen uitwedstrijd tegen Jong PSV. Hij kwam in de 90+1e minuut in het veld voor Sam Hendriks. Dit was zijn enige wedstrijd voor Go Ahead. In 2021 vertrok hij naar VV Sparta Nijkerk.

### Statistieken
| Seizoen                       | Club              | Land           | Competitie         | Competitie | Competitie | Beker | Beker | Totaal | Totaal |
| Seizoen                       | Club              | Land           | Competitie         | Wed.       | Dlp.       | Wed.  | Dlp.  | Wed.   | Dlp.   |
| ----------------------------- | ----------------- | -------------- | ------------------ | ---------- | ---------- | ----- | ----- | ------ | ------ |
| 2020/21                       | Go Ahead Eagles   | Nederland      | Eerste divisie     | 1          | 0          | 0     | 0     | 1      | 0      |
| 2021/22                       | VV Sparta Nijkerk | Nederland      | Derde divisie Zat. | 12         | 0          | 3     | 0     | 15     | 0      |
| Carrièretotaal                | Carrièretotaal    | Carrièretotaal | Carrièretotaal     | 13         | 0          | 3     | 0     | 16     | 0      |
| Bijgewerkt op 9 februari 2022 |                   |                |                    |            |            |       |       |        |        |